# روابط اوکراین و دانمارک
روابط دانمارک و اوکراین به روابط فعلی و تاریخی بین دانمارک و اوکراین اشاره دارد. دانمارک دارای سفارت در کیف است، و اوکراین دارای سفارت در کپنهاگ است. دانمارک اوکراین را در ۳۱ دسامبر ۱۹۹۱ به رسمیت شناخت، و روابط دیپلماتیک در ۱۲ فوریه ۱۹۹۲برقرار شد. سفیر فعلی اوکراین در دانمارک میخایلو ویدوینیک است.

## تاریخ
در سال ۱۹۱۸ یا ۱۹۱۹، جمهوری خلق اوکراین توسط دانمارک به رسمیت شناخته شد. در زمان ریاست دانمارک در شورای اتحادیه اروپا، نخست‌وزیر دانمارک آندرس فو راسموسن از حضور اوکراین در اتحادیه اروپا استقبال کرد. اما گفت که اوکراین قبل از پیوستن به اتحادیه اروپا به اصلاحات بیشتری نیاز دارد. در سال ۲۰۰۴، برای تقویت روابط با اوکراین، دانمارک سفارت خود را در اوکراین افتتاح کرد.

## بازدیدهای سطح بالا
نیلز هلوگ پترسن، وزیر امور خارجه دانمارک در سپتامبر ۱۹۹۸ از اوکراین بازدید کرد. در جریان این سفر، هر دو کشور پروتکل بین دولتی همکاری مالی را امضا کردند. در مارس۲۰۰۷، رئیس‌جمهور اوکراین ویکتور یوشچنکو از دانمارک دیدار کرد، تا جلساتی را با مقامات دانمارکی در مورد امضای توافق‌نامه‌های همکاری در زمینه انرژی، کشاورزی و غذا برگزار کند. در ماه مه ۲۰۱۱، نخست‌وزیر اوکراین، میکولا آزاروف و شاهزاده هنریک را به اوکراین دعوت کرد.

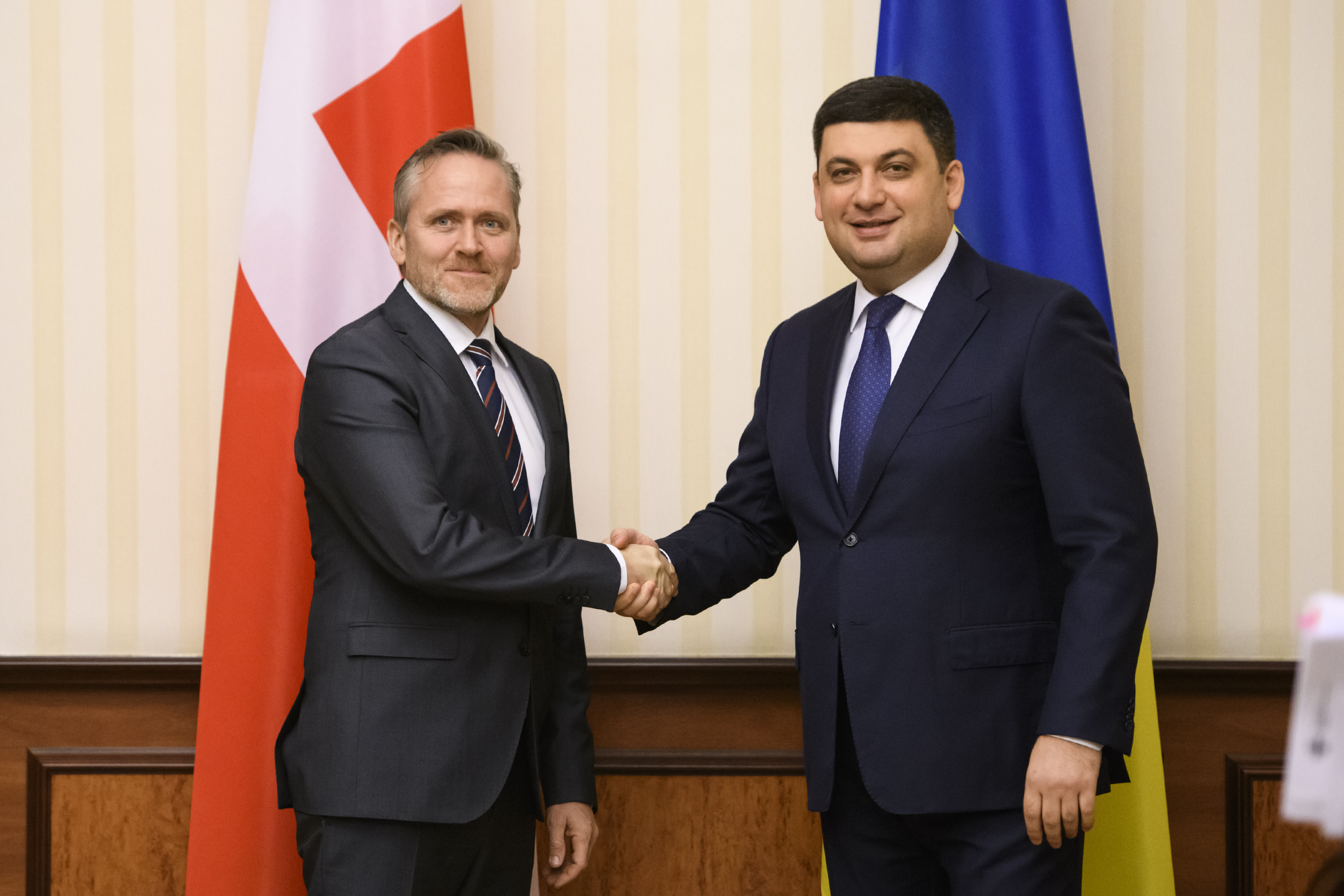
آندرس سامٔوالسن و ولادیمر گرویزمن در کیف. ۲۰۱۸

## روابط اقتصادی
کل گردش تجاری بین اوکراین و دانمارک در سال ۲۰۰۳، ۲۵۰ میلیون دلار بوده‌است. در سال ۲۰۰۶، دانمارک ماشین آلاتی به ارزش۵۹۳ میلیون DKK به اوکراین صادر کرد. دانمارک چهل و چهارمین کشور بزرگ صادراتی بود. در سال ۲۰۱۱، نخست‌وزیر اوکراین میکولا آزاروف ادعا کرد که دانمارک یک شریک اصلی در همکاری است و امیدوار است که یک همکاری بیشتر با دانمارک داشته باشد. دانمارک از سال ۱۹۹۱ تاکنون ۱٫۳ میلیارد دلار در اوکراین سرمایه‌گذاری کرده‌است. حدود ۱۵۰ شرکت دانمارکی در اوکراین فعالیت می‌کنند.

## مشارکت

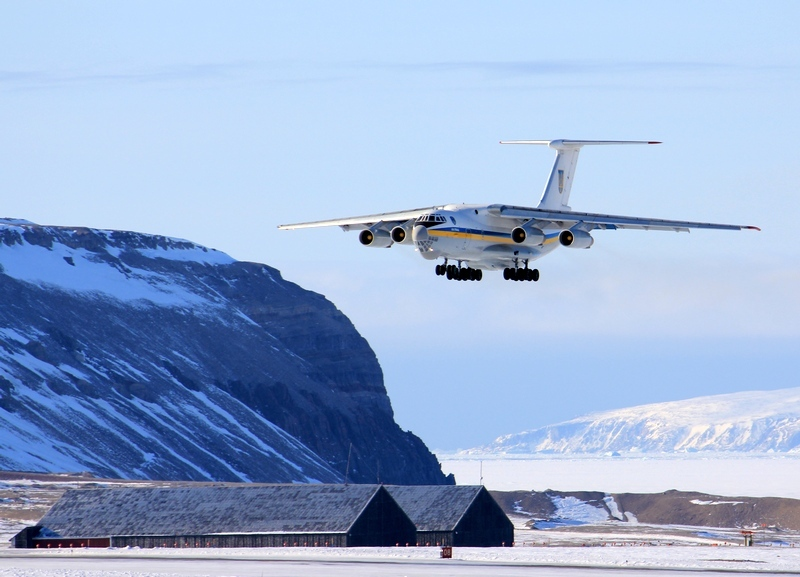
نیروی هوایی اوکراین Il-76MD در پایگاه هوایی Thule در حین "Falcon Northern"

در اول ژوئن ۱۹۹۴، دانمارک و اوکراین توافق‌نامه حفاظت از محیط زیست را امضا کردند. دانمارک برای نگرانی در مورد نیروگاه هسته ای چرنوبیل با ۱۸٫۵ میلیون DKK به اوکراین کمک کرد.

### عملیات «شاهین شمالی»
در مارس ۲۰۰۹، در پایگاه هوایی Thule، نیروهای هوایی آمریکایی، دانمارکی و اوکراین حدود ۱۴۰٬۰۰۰ گالن سوخت و ۱۷ تن تجهیزات را از پایگاه هوایی Thule به ایستگاه Nord منتقل کردند که ۱٬۰۰۰ کیلومتر (۶۲۰ مایل) دور اوکراین با یک ایلیوشین ایل -۷۶ کمک کرد.

## مهاجران
حدود ۲۰۰ دانمارکی در اوکراین زندگی می‌کنند، بیشتر آنها در مرسک کار می‌کنند. جامعه دانمارکی در لووف یکی از قدیمی‌ترین جامعه در اوکراین پس از شوروی است.